# Trapeze (groupe)
Trapeze est un groupe de hard rock britannique, originaire de Cannock, Staffordshire, en Angleterre. Il est formé en mars 1969 par Glenn Hughes, Mel Galley, Dave Holland, John Jones et Terry Rowley. Le groupe rencontre un succès modeste en son temps mais certains de ses membres feront partie plus tard de groupes célèbres comme Deep Purple (Glenn Hughes), Judas Priest (Dave Holland), Whitesnake (Mel Galley) ou Uriah Heep (Pete Goalby).

## Biographie

### Débuts (1969–1970)

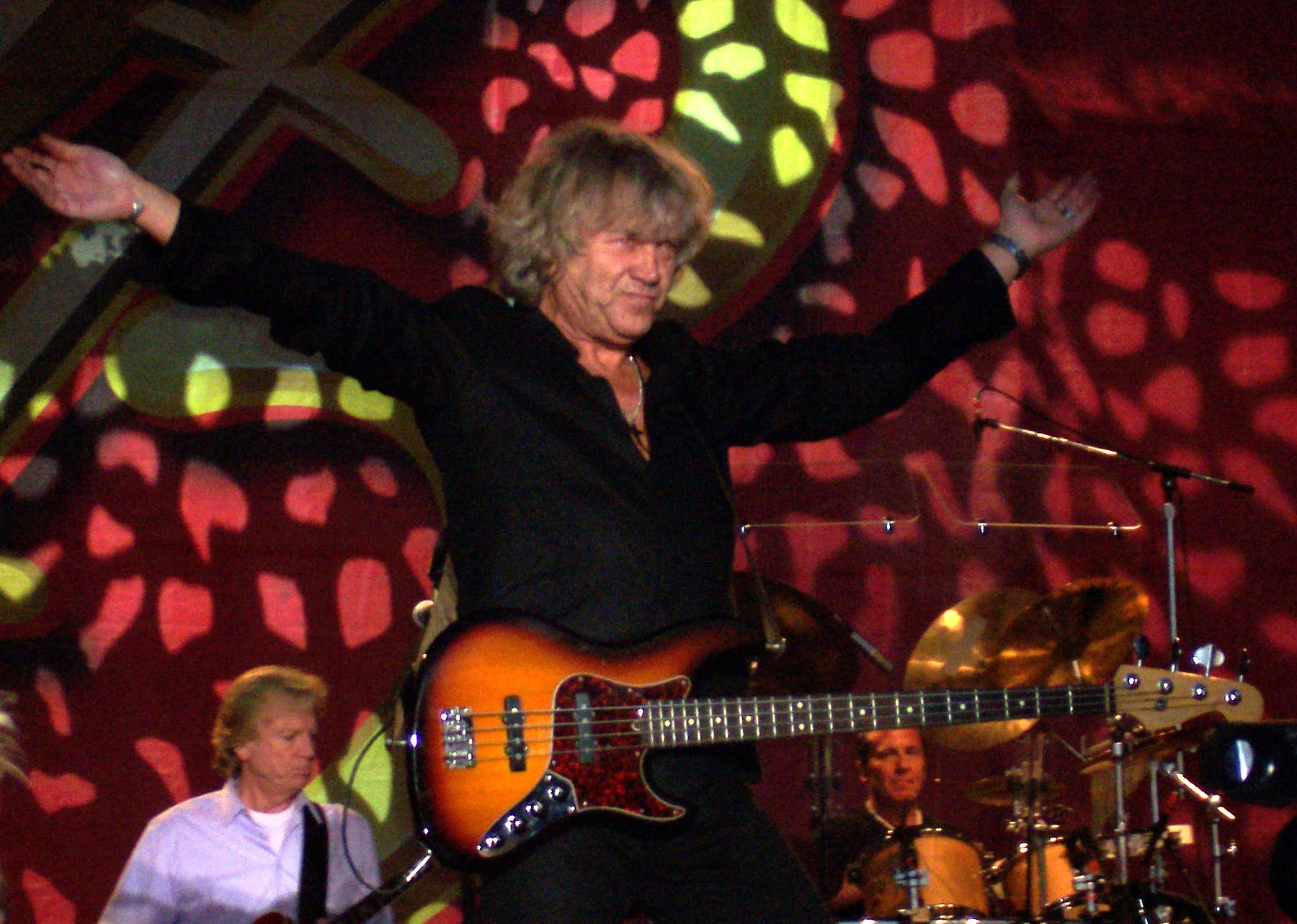
John Lodge a produit les deux premiers albums de Trapeze, Trapeze et Medusa.

Trapeze est formé en 1969 de la fusion de deux groupes, les Finders Keepers comprenant le guitariste Mel Galley, le bassiste et chanteur Glenn Hughes et le batteur Dave Holland et les The Montanas dont faisait partie le chanteur John Jones et le claviériste Terry Rowley.
Assez rapidement, le 5 juillet 1969, Trapeze participe à l'émission Colour Me Pop diffusée par la chaine de télévision BBC Two et attire l'attention des maisons de disques. C'est le nouveau label Threshold Records, fondé par le groupe Moody Blues, qui leur propose leur premier contrat d'enregistrement. C'est d'ailleurs le bassiste des Moodies, John Lodge qui produira leurs deux premiers albums,.
Au début de 1970 sort le premier album simplement intitulé Trapeze. Le son de l'album n'est pas encore celui qui fera connaitre le groupe, il s'agit ici d'un mélange de pop rock avec beaucoup d'harmonies vocales, de ballades et quelques élans psychédéliques. L'album est bien accueilli, et diffusé régulièrement par la radio BBC One et des tournées sont mises en place. Mais tout n'était pas rose au sein du groupe, le trio Galley/Hughes/Holland souhaitait changer de direction musicale, ce qui amena Jones et Rowley à quitter le groupe en mai 1970 pour retourner au sein des Montanas. John Jones se consacrera d'ailleurs plus tard à une carrière de comédien.

### Consécration (1970–1973)
Évoluant désormais en trio, Trapeze sort le 13 novembre 1970 son deuxième album intitulé Medusa. Le changement de style musical est radical par rapport au premier album, le groupe trouve sa voie en proposant une musique mêlant le hard rock et le funk avec quelques pointes de soul music notamment dans la façon de chanter de Glenn Hughes. Le single Black Cloud a beaucoup de succès, profitant de nombreux passages en radio, notamment dans le sud des États-Unis, ce qui amène le groupe à s'installer dans l'état du Texas où le groupe est pris en charge par Bill Ham (futur manager/producteur de ZZ Top), ce qui lui permet de faire six tournées américaines en trois ans. Les concerts se font plus rares dans leur pays d'origine ; par ailleurs, ils sont parfois rejoints sur scène pendant les rappels par John Bonham, batteur de Led Zeppelin.
Ayant passé majoritairement l'année 1971 en tournées, le groupe n'entra en studio que pendant l'été 1972 pour donner un successeur à l'album Medusa. You Are the Music...We Are Just  the Band sortira juste avant les fêtes de Noël 1972, un album sur lequel Glenn Hughes assure la majorité du chant et qui verra la participation de quelques invités comme B.J. Cole (steel guitar) où Rod Argent (piano). L'album reçoit à nouveau d'excellentes critiques, et Glenn Hughes songe sérieusement à abandonner la basse pour se consacrer à la guitare rythmique, ce qui n'arrive que très rarement en concert.
En juin 1973, Glenn Hughes reçoit une proposition qui ne pouvait se refuser, remplacer Roger Glover au sein de Deep Purple. Il accepte, ce qui aura deux incidences : une négative, Trapeze perd un élément important et une positive, la notoriété du groupe explose, au Royaume-Uni notamment. En fin de contrat avec leur label Threshold Records, celui-ci en profite pour sortir en 1974, une compilation, The Final Swing, qui regroupe des titres des trois premiers albums du groupe plus deux inédits Good Love et Dat's It, et qui devient le premier album du groupe à entrer dans les charts américain en atteignant la 175e place du Billboard 200.

### Départ de Hughes et fin (1974–1982)

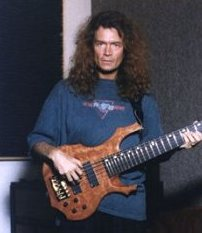
Glenn Hughes quitte le groupe en 1973 pour se joindre à Deep Purple, et revient tourner brièvement en 1976.

Le départ de Glenn Hughes ne signifie pas la fin de Trapeze car deux nouveaux musiciens sont recrutés, Rob Kendrick (guitare, chœurs) et Peter Wright (basse, chœurs). Le groupe signa un contrat d'enregistrement avec Warner Bros. Records, et en 1974 sortira le quatrième album studio du groupe, Hot Wire. Mel Galley compose la totalité des titres et assure aussi le chant sur cet album qui est plus orienté hard rock et qui se classe à la 146e place du Billboard 200 aux USA ; le groupe tourne pour promouvoir cet album. Une date, le concert du 13 septembre 1975 donné au Boat Club de Nottingham, est enregistré et fait l'objet d'un album, Live at the Boat Club 1975, qui sortira en 2006. Dans cet album live figurent deux nouveaux titres, Star Breaker et The Raid, qui sont joués pendant ce concert et qui sortiront en version studio sur le nouvel album de Trapeze. Celui-ci sort début 1976 et voit Glenn Hughes chanter sur deux titres, Chances et Nothin' for Nothing, il sera le aussi le dernier sous cette formation.
En juillet 1976, Glenn Hughes revient momentanément dans Trapeze après la séparation de Deep Purple. Une tournée appelée The Appreciation Tour est mise en place aux États-Unis et un nouvel album est en prévision. À l'arrivée, seules quelques dates sont assurées et l'album est mis aux oubliettes, Glenn Hughes préférant sortir un album solo. Néanmoins, Mel Galley et Dave Holland jouent sur cet album intitulé Play Me Out qui sortent en 1977, et qui comprend quelques titres à l'origine destinés à l'album de reformation de Trapeze.
En 1978, Trapeze revient, toujours avec Peter Wright à la basse et avec un nouveau membre, Pete Goalby qui partagera le chant avec Mel Galley et jouera de la guitare rythmique. Un album voit le jour, Hold On qui est coproduit avec Jimmy Miller, et qui est intitulé Runnin pour le marché allemand. En juillet 1979, Dave Holland quitte à son tour Trapeze pour rejoindre Judas Priest avec qui il enregistrera six albums studio et un album live. Il est remplacé par Steve Bray avec qui Trapeze enregistre un album live, Live in Texas: Dead Armadillos, qui sort en 1981 et qui est le dernier avec Pete Goalby qui partira rejoindre Uriah Heep.
Après encore quelques changements de personnels et une tournée britannique en support d'Edgar Winter, Mel Galley met un terme à Trapeze en rejoignant le Whitesnake de David Coverdale en août 1982.

### Brefs retours (1991–1994)
À la fin 1991, le trio original se reforme avec Geoff Downes (ex-Asia et Yes) aux claviers pour donner quelques concerts dont celui du 16 mai 1992 donné à Londres au Borderline Club fera l'objet d'un album live qui sortira en 1993 sous le nom de Welcome to the Real World: Live at the Borderline, ; un autre sortira sous le titre de Live: Way Back to the Bone. 
Le 9 février 1994, nouvelle réunion pour un concert au Irving Plaza de New York en l'honneur du chanteur Ray Gillen (ex-Badlands et Phenomena[) décédé en décembre 1993. En mars et avril 1994, le trio se réunit une nouvelle fois pour donner cinq concerts aux États-Unis et un en Angleterre avec cette fois-ci le bluesman Graig Erickson qui partage les parties de guitare avec Mel Galley. Live at the Boat Club 1975 est sorti en 2006 avant la mort de Galley le 1er juillet 2008, éloignant encore plus les possibilités de voir le groupe se reformer un jour.

## Membres

### 1969-1970
- Mel Galley - guitares, basse
- Glenn Hughes - basse, guitare rythmique, chant, piano, trombone
- Dave Holland - batterie, percussions
- John Jones - chant, trompette
- Terry Rowley - claviers, flute, guitare

### 1970-1973
- Mel Galley - guitares, chant
- Glenn Hughes - chant, basse, piano, guitare rythmique (1973, uniquement en concert)
- Dave Holland - batterie, percussions
- Pete MacKie - basse (1973, uniquement en concert)

### 1974-1976
- Mel Galley - guitares, chant
- Dave Holland - batterie, percussions
- Rob Kendrick - guitare, chœurs
- Peter Wright - basse, chœurs

### 1978-1979
- Mel Galley - guitares, chant
- Dave Holland - batterie, percussions
- Pete Goalby - chant, guitare rythmique
- Peter Wright - basse, chœurs

### 1980-1981
- Mel Galley - guitares, chant
- Pete Goalby - chant, guitare rythmique
- Pete Wright - basse, chœurs
- Steve Bray - batterie, percussions

### 1982
- Mel Galley - guitare, chant
- Steve Bray - batterie, percussions
- Merwyn Spence - basse, chant
- Richard Bailey - claviers

### 1991-1994
- Mel Galley - guitares, chant
- Glenn Hughes - chant, basse
- Dave Holland - batterie, percussions
- Geoff Downes - claviers (1991)
- Graig Erickson - guitares (1994)

## Discographie

### Albums studio
- 1970 : Trapeze
- 1970 : Medusa
- 1972 : You Are the Music...We're Just the Band
- 1974 : Hot Wire
- 1976 : Trapeze
- 1978 : Hold On (ou Running)

### Albums live
- 1970 : Live in Texas: Dead Armadillos
- 1993 : Welcome to the Real World: Live at the Borderline
- 2006 : Live at the Boat Club 1975
- 2021 : Live in Houston 1972

### Compilations
- 1974 : The Final Swing
- 1996 : High Flyers: the Best of Trapeze
- 1998 : Live - Way Back to the Bone
- 2003 : On the Highwire